# Jiří Rathouský
Jiří Rathouský (20. dubna 1924 Praha – 5. září 2003 Praha) byl český typograf a grafický designér. Byl autorem prvního jednotného vizuálního stylu pražského metra.

## Život
V letech 1945–1949 studoval na PedF UK v Praze výtvarnou výchovu. Jeho studium bylo z ideologických důvodů přerušeno a absolutorium uznáno až roku 1992. Rathouský se často angažoval v odborných diskusích o kvalitě vizuální komunikace ve veřejném prostoru. Proto byl v 90. létech aktivní také v české pobočce International Institute for Information Design.

## Dílo

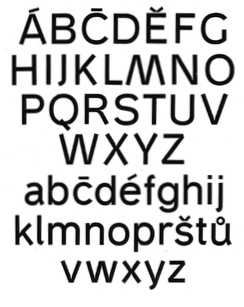
Původní návrh písma Metron z let 1970–74

Začínal jako ilustrátor novin, časopisů a dětských knih a postupně se zařadil k významným představitelům grafického designu. Originalitou a komplexností podle odborníků předstihl dobu. Vytvořil grafickou podobu řady českých edic pro nakladatelství Academia, Albatros, Artia, Mladá fronta, Olympia aj. Pro edici Gama nakladatelství Odeon navrhl experimentální písmo Alphapipe (1974; v roce 2014 ho zdigitalizoval a doplnil Radek Sidun). 
Podílel se na návrzích československých expozic na světových výstavách v belgickém Bruselu (Expo 58), kanadském Montrealu (Expo 1967) a japonské Ósace (Expo 1970). Mezi lety 1970–1974 navrhl pro Dopravní podnik hl. m. Prahy písmo Metron, vizuální podobu jednotlivých stanic a celkové grafické řešení informačního systému. Vytvořil informační systém pro sídliště Jižní Město II v pražských Horních Kunraticích, hotelů Intercontinental a Parkhotel v Praze nebo hotelu Thermal v Karlových Varech. Realizoval také řadu kulturních plakátů (např. filmový plakát Starci na chmelu z roku 1964 nebo sérii plakátů mezinárodního kongresu ATypI, který se roku 1969 konal v Praze). 
Byl členem SČUG Hollar. Společně se svou ženou Dorou Novákovou stál u založení skupiny Máj (1957) a skupiny Horizont (1959). Společně navrhli logo, vizuální styl a plakáty pro Laternu Magiku na světové výstavě Expo ’58 v Bruselu.

## Zastoupení ve sbírkách
Moravská galerie Brno
Muzeum umění a designu Benešov
Uměleckoprůmyslové muzeum Praha

#### Katalogy
- Jiří Rathouský: Typo + grafika, 1969, kat. 16 s., Pražákův palác, Brno
- Jiří Rathouský: Značky a knihy, 1972, Javůrek Josef, kat. 12 s., Památník národního písemnictví, Kabinet knižní kultury, Praha
- Osobnosti českého grafického designu: Jiří Rathouský, 1998, Fabel K a kol., kat. 48 s., Muzeum umění Benešov
- Pocta Jiřímu Rathouskému, 2004, Šetlík Jiří, kat. 8 s., Sdružení českých umělců grafiků Hollar, Praha